# Tamás Kásás
Tamás Kásás [ˈtɒmaːʃ ˈkaːʃaːʃ] (* 20. Juli 1976 in Budapest) ist ein ungarischer Wasserballer. Der bei einer Größe von 2 Metern nur 90 kg schwere Kásás gilt als bester Defensivspieler im Wasserball und gehört zu den besten Spielern überhaupt. Er nahm von 1996 bis 2012 an fünf Olympischen Spielen in Folge teil.
Er begann mit sechs Jahren angeleitet von seinem Vater Zoltán Kásás, der 1972 Olympiazweiter und 1973 Weltmeister war, Wasserball zu spielen. 1994 wurde er Junioreneuropameister und 1995 Juniorenweltmeister.
1996 in Atlanta wurde Tamás Kásás Olympiavierter. Es folgten die Europameistertitel 1997 und 1999 und der Vizeweltmeistertitel 1998. Bei den Olympischen Spielen 2000 in Sydney wurde er zum ersten Mal Olympiasieger, 2001 und 2003 holte er jeweils Bronze bei der Europameisterschaft. 2003 wurde er Weltmeister. 
In Athen bei den Olympischen Spielen 2004 wurde er bei seinem zweiten Olympiasieg ins All-Star-Team gewählt. Bei der Europameisterschaft 2006 und der Weltmeisterschaft 2007 wurde er mit dem Team Zweiter und erhielt jeweils Silber. Bei den Olympischen Spielen 2008 gewannen die Ungarn das Finale gegen die Mannschaft aus den Vereinigten Staaten. Für Kásás war es der dritte Olympiasieg in Folge.
Kásás wurde 2000 und 2001 mit CN Posillipo aus Neapel Italienischer Meister. Nachdem er mit VASAS Budapest 2004 Zweiter in der ungarischen Profiliga geworden war, wechselte er zurück nach Italien und wurde mit RN Savona 2005 erneut Meister sowie Sieger in der LEN-Trophy. Seit der Saison 2006/2007 spielt er in Italien für Pro Recco und wurde mit dem Klub aus der Nähe von Genua von 2007 bis 2012 jeweils Landesmeister sowie 2007, 2008, 2010 und 2012 zugleich auch Champions-League-Sieger.